# 德保苏铁
德保蘇鐵（學名：Cycas debaoensis）又名秀叶苏铁、百色苏铁、泮水苏铁，属于苏铁屬的一種植物。為國家一級保護植物，是中國的特有種。

## 發現經過
1997年7月的一天，廣西林業勘測設計院高級工程師鍾業聰陪同外國植物學家來到廣西百色市德保縣敬德鎮扶平村采集馬尾松標本，發現一種從未見過的植物，這種蘇鐵與已知的其它品種的外貌都不相同，保留著更多的蘇鐵原始的特征。他立即采集了標本，次日趕到德保縣城，通知了中國著名蘇鐵專家、中科院植物研究所陳家瑞。後來經多位植物學家鑒定，認定鍾業聰發現了蘇鐵新種，命名為『德保蘇鐵』。不久，鍾業聰和陳家瑞聯合發表了關於德保蘇鐵新種的論文，引起了國內外植物學界的巨大轟動。1998年，世界自然保護聯盟派出專家組考察。

## 形態
樹幹大部分在地下生長，地上部分只高40至70厘米，直徑25至40厘米，有時叢生；深棕褐色，頂部具鱗，基部光滑。有葉片5至11片，每片葉3回羽狀全裂，輪廓呈橢圓形，橫截面中羽狀裂片之間呈V字形打開，長1.3至2.7 米，寬0.5至1.5米。葉柄橫截面圓倒卵形，長0.6至1.3 米，直徑1.5-3厘米；幼嫩時有絨毛，後隨著基部脫落，基部以上具刺。刺20至55個，沿葉軸兩側生長，相距1至4.5釐米，圓錐狀，長3至4 釐米。葉正面為綠色有光澤，背面淺綠色，線狀。
雄球花起初為卵形，有褐色絨毛；成熟後脫毛，呈紡錘形柱狀，長13至25厘米，直徑4至9釐米。小孢子葉狹楔形，長3至3.5 厘米，寬1.2至1.6厘米。大孢子葉有30至50片，長15至20厘米，帶黃褐色絨毛，種子3至4枚，黃色至褐色，近球形或卵球形，種子稍扁，長3至3.5厘米，寬2.5至3厘米，頂端具尖頭；種皮細微突起。授粉期為3至4月，種子成熟期為11月。

## 分佈
德保蘇鐵分布區狹窄，僅分佈於广西壮族自治区德保县扶平村海拔800-1000米之间的石灰岩山坡，由於人爲因素，其數量已從1998年的2000多株銳減到2001年的1085株，尤其是成年植株數量劇減，由此導致年齡結構趨於幼年化。

## 保護
德保蘇鐵被中國列為國家一級保護植物，亦被IUCN紅色名錄中列為極危物種。德保蘇鐵的自然分佈點的面積很小，種群數量有限，且都不在保護區內，農耕和放牧以及濫砍，使德保蘇鐵野生資源受到嚴重威脅。據中國林業部門調查，中國德保蘇鐵已由10年前發現時的2000餘株一度驟減到不足600株，自從1997年被發現以來，引來不少人盜挖及收購，將德保蘇鐵賣到外地賺取暴利，使數量大減。2007年11月10日，國家林業局和深圳仙湖植物園聯合舉行『德保蘇鐵回歸自然啟動儀式』。經過10年精心培育的500株健壯的德保蘇鐵幼苗從深圳出發，運到廣西德保，並種植在黃連山-興旺自然保護區內。截至2013年底，回歸種群6年後，500株回歸自然的德保苏铁存活485株，成活率達97%，其中開花植株281株，其中95株成功結出種子2.2萬多顆，並天然生長出第一代幼苗1000多株。現時德保蘇鐵主要於廣西黃連山自然保護區內分佈。

## 轶事
2001年，参加国际苏铁研讨会的各国专家考察了苏铁的原产地德保县，提出将濒危植物保护与当地社区发展相结合，在中国野生植物学会苏铁分会的组织下捐资10万余元人民币用于当地教育。2008年4月1日，中国首家以濒危植物命名的学校“德保苏铁小学”在德保县敬德镇扶平村附近的郎卡玛山下挂牌成立。